# Marios Tzavidas
Marios Tzavidas (in greco Μάριος Τζαβίδας?; Lagonisi, 8 ottobre 2003) è un ex calciatore greco, di ruolo attaccante.

## Carriera

### Club
Cresciuto nel settore giovanile del Panathīnaïkos, il 5 luglio 2021 passa all'Atromītos, con cui firma un triennale; il 20 agosto 2022 segna la prima rete tra i professionisti, in occasione della partita di campionato vinta per 3-1 contro l'OFI Creta.

### Nazionale
Ha giocato nelle nazionali giovanili greche Under-17, Under-19 ed Under-21.

## Statistiche

### Presenze e reti nei club
Statistiche aggiornate al 22 gennaio 2023.
| Stagione        | Squadra         | Campionato      | Campionato | Campionato | Coppe nazionali | Coppe nazionali | Coppe nazionali | Coppe continentali | Coppe continentali | Coppe continentali | Altre coppe | Altre coppe | Altre coppe | Totale | Totale |
| Stagione        | Squadra         | Comp            | Pres       | Reti       | Comp            | Pres            | Reti            | Comp               | Pres               | Reti               | Comp        | Pres        | Reti        | Pres   | Reti   |
| --------------- | --------------- | --------------- | ---------- | ---------- | --------------- | --------------- | --------------- | ------------------ | ------------------ | ------------------ | ----------- | ----------- | ----------- | ------ | ------ |
| 2021-2022       | Atromītos       | SL              | 7          | 0          | CG              | 1               | 0               | -                  | -                  | -                  | -           | -           | -           | 8      | 0      |
| 2022-2023       | Atromītos       | SL              | 18         | 2          | CG              | 3               | 0               | -                  | -                  | -                  | -           | -           | -           | 21     | 2      |
| Totale carriera | Totale carriera | Totale carriera | 25         | 2          |                 | 4               | 0               |                    | -                  | -                  |             | -           | -           | 29     | 2      |